# Albert Guðmundsson
Albert Guðmundsson (Reykjavik, 15 juni 1997) is een IJslands professioneel voetballer die doorgaans als aanvallende middenvelder of vleugelaanvaller speelt voor ACF Fiorentina. Albert debuteerde op 10 januari 2017 in het IJslands voetbalelftal.

## Clubcarrière

### Jeugd
Albert Guðmundsson werd in 2009 opgenomen in de jeugd van KR Reykjavík. Hiervoor debuteerde hij op 22 maart 2013 op zestienjarige leeftijd in het betaald voetbal, tijdens een wedstrijd in de Deildabikar tegen KF Fjallabyggðar. Hij kwam zes minuten voor tijd het veld in.

### PSV
Albert vertrok in 2013 naar Nederland om bij sc Heerenveen te gaan voetballen. Na twee jaar, waarin hij voornamelijk uitkwam in het beloftenelftal van de Friezen, tekende hij in juli 2015 een contract bij PSV. In de eerste competitiewedstrijd van het seizoen 2015/16 tegen Go Ahead Eagles zat hij wel bij de selectie van Jong PSV, maar kwam hij niet tot spelen toe. In het zevende competitieduel volgde wel zijn debuut in het betaald voetbal, in de Eerste divisie. Uit tegen FC Emmen viel hij in de 75ste minuut in voor Steven Bergwijn. Op 11 maart maakte hij zijn eerste doelpunt voor Jong PSV, tegen Telstar.
Albert werd in het seizoen 2016/17 aanvoerder van Jong PSV. Hij maakte op 26 september zijn eerste hattrick in het betaald voetbal door alle drie de doelpunten voor Jong PSV te maken tijdens een met 3–0 gewonnen competitiewedstrijd tegen Fortuna Sittard. Een tweede hattrick volgde op 24 februari 2017, later in datzelfde seizoen. Ditmaal maakte hij de eerste drie doelpunten tijdens een met 4–1 gewonnen competitiewedstrijd thuis tegen RKC Waalwijk. Albert maakte op 13 maart 2017 zijn derde hattrick van het seizoen, tijdens een met 0–5 gewonnen competitiewedstrijd uit bij FC Eindhoven. Ook deze keer zorgde hij voor de eerste drie goals voor zijn ploeg. Hij eindigde het seizoen met achttien doelpunten in 34 competitiewedstrijden. Daarmee werd hij topscorer van Jong PSV dat jaar.
Albert debuteerde op 20 augustus 2017 in het eerste elftal van PSV. Hij viel die dag in de 90e minuut in voor Hirving Lozano tijdens een met 1–4 gewonnen competitiewedstrijd uit bij NAC Breda. Na nog enkele invalbeurten kreeg hij op 26 oktober 2017 voor het eerst een basisplaats, tijdens een na verlenging met 0–2 gewonnen wedstrijd in het toernooi om de KNVB beker uit bij FC Volendam. Coach Phillip Cocu hevelde Albert op 23 december 2017 per direct over naar de selectie van het eerste elftal. Hij kwam dat jaar tot twaalf optredens in de hoofdmacht.

### AZ
Albert weigerde na afloop van het seizoen 2017/18 een aanbod om zijn contract te verlengen bij PSV en tekende in augustus 2018 tot medio 2022 bij AZ. Dat betaalde circa €2.000.000,- voor hem. Hier werd hij basisspeler en eindigde met de ploeg, na het stopzetten van de competitie door de Coronapandemie, op de tweede plaats.

### Genoa
Op 31 januari 2022 sloot Guðmundsson zich aan bij Genoa CFC in Italië. Op 17 november 2023 verlengde Albert zijn contract bij Genoa tot 2027. In het seizoen 2023/24 kende hij een sterk seizoen in de Serie A door 14 doelpunten te scoren in 35 wedstrijden. 

### Fiorentina
Voor het seizoen 2024/25 werd Guðmundsson verhuurd aan ACF Fiorentina. Met de club reikte hij dat seizoen tot de halve finale van de UEFA Conference League. Na afloop van het seizoen maakte Fiorentina gebruikvan de optie om de komst van Albert Gudmundsson permanent te maken.

## Clubstatistieken
| Seizoen         | Club            | Competitie      | Competitie | Competitie | Beker | Beker | Internationaal | Internationaal | Totaal | Totaal |
| Seizoen         | Club            | Competitie      | Wed.       | Dlp.       | Wed.  | Dlp.  | Wed.           | Dlp.           | Wed.   | Dlp.   |
| --------------- | --------------- | --------------- | ---------- | ---------- | ----- | ----- | -------------- | -------------- | ------ | ------ |
| 2013            | KR Reykjavik    | Úrvalsdeild     | 0          | 0          | 1     | 0     | —              | —              | 1      | 0      |
| 2015/16         | Jong PSV        | Eerste divisie  | 14         | 1          | 0     | 0     | —              | —              | 14     | 1      |
| 2016/17         | Jong PSV        | Eerste divisie  | 34         | 18         | 0     | 0     | —              | —              | 34     | 18     |
| 2017/18         | Jong PSV        | Eerste divisie  | 15         | 9          | 0     | 0     | —              | —              | 15     | 9      |
| 2017/18         | PSV             | Eredivisie      | 9          | 0          | 3     | 0     | 0              | 0              | 12     | 0      |
| 2018/19         | AZ              | Eredivisie      | 25         | 6          | 2     | 0     | 0              | 0              | 27     | 6      |
| 2019/20         | AZ              | Eredivisie      | 4          | 0          | 0     | 0     | 4              | 1              | 8      | 1      |
| 2019/20         | Jong AZ         | Eerste divisie  | 4          | 1          | 0     | 0     | —              | —              | 4      | 1      |
| 2020/21         | AZ              | Eredivisie      | 26         | 7          | 1     | 0     | 8              | 4              | 35     | 11     |
| 2021/22         | AZ              | Eredivisie      | 19         | 4          | 1     | 0     | 8              | 2              | 28     | 6      |
| 2021/22         | Genoa           | Serie A         | 12         | 1          | 0     | 0     | —              | —              | 12     | 1      |
| 2022/23         | Genoa           | Serie B         | 36         | 11         | 2     | 3     | —              | —              | 38     | 14     |
| 2023/24         | Genoa           | Serie A         | 35         | 14         | 2     | 2     | —              | —              | 37     | 16     |
| 2024/25         | Fiorentina      | Serie A         | 24         | 6          | 1     | 0     | 8              | 2              | 5      | 3      |
| Carrière totaal | Carrière totaal | Carrière totaal | 257        | 78         | 13    | 5     | 28             | 9              | 298    | 92     |

Bijgewerkt op 8 juni 2025.

## Interlandcarrière
Albert kwam uit voor IJsland –17, –19 en –21. Bij laatstgenoemde maakte hij als 17-jarige zijn debuut in een oefenwedstrijd tegen Roemenië. Hij kwam acht minuten voor tijd binnen de lijnen. Albert debuteerde op 10 januari 2017 in het IJslands voetbalelftal. Hij viel die dag in de 89e minuut in voor Elías Már Ómarsson tijdens een met 0–2 gewonnen oefeninterland in en tegen China. Albert maakte op 14 januari 2018 in zijn tweede interland een hattrick. Hij zorgde die dag voor zowel de 1–1, 1–3 als 1–4 tijdens een met 1–4 gewonnen oefeninterland in en tegen Indonesië. Bondscoach Heimir Hallgrímsson nam Albert in mei 2018 op in de IJslandse selectie voor het WK 2018. Hierop kwam hij één keer in actie, als invaller in het groepsduel tegen Kroatië.

## Erelijst
| Kampioen Eredivisie | 1x | 2017/18 |

## Voetbalfamilie
Albert komt uit een familie die ook diverse andere IJslandse internationals heeft voortgebracht.
- Zijn vader, Guðmundur Benediktsson, kwam uit voor onder andere Germinal Ekeren en KFC Verbroedering Geel en speelde tien interlands voor IJsland, waarin hij tweemaal scoorde. Later werd hij voetbaltrainer.
- Zijn moeder, Kristbjörg Ingadóttir, was IJslands international en speelde vier interlands.
- Zijn opa van moeders kant, Ingi Björn Albertsson, was tweemaal topscorer van de IJslandse competitie en speelde vijftien interlands, waarin hij tweemaal scoorde.
- Zijn overgrootvader van moeders kant, Albert Guðmundsson, was IJslands eerste profvoetballer en speelde voor onder andere AC Milan en Racing Club de France. Hij speelde zes interlands voor IJsland waarin hij tweemaal scoorde. Tussen 1983 en 1985 was hij minister van Financiën van IJsland. Tussen 1985 en 1987 was hij minister van Industrie.[9]

1 Terracciano ·
2 Dodô ·
4 Bove ·
5 Pongračić ·
6 Ranieri ·
8 Mandragora ·
9 Beltrán ·
10 Guðmundsson ·
15 Comuzzo ·
17 Zaniolo ·
18 Marí ·
20 Kean ·
21 Gosens ·
22 Moreno ·
23 Colpani ·
24 Richardson ·
27 Ndour ·
29 Adli ·
30 Martinelli ·
32 Cataldi ·
43 De Gea ·
44 Fagioli ·
63 Caprini ·
65 Parisi ·
90 Folorunsho ·
Coach: Palladino
· Assistent-coach: Peluso
1 Hannes Þór ·
2 Birkir Már ·
3 Samúel Kári ·
4 Albert ·
5 Sverrir Ingi ·
6 Ragnar ·
7 Jóhann Berg ·
8 Birkir ·
9 Björn Bergmann ·
10 Gylfi ·
11 Alfreð ·
12 Schram ·
13 Rúnar Alex ·
14 Kári ·
15 Hólmar Örn ·
16 Ólafur Ingi ·
17 Aron  ·
18 Hörður Björgvin ·
19 Rúrik ·
20 Emil ·
21 Arnór Ingvi ·
22 Jón Daði ·
23 Ari Freyr ·
Coach: Heimir